# 安托万·比内
安托万·比内（法語：Antoine Pinay，發音：[ɑ̃twan pinɛ]；1891年12月30日—1994年12月13日），法国保守派政治家。1952年2月—1953年1月担任法国总理。

## 生平
比内参加过第一次世界大战，胳膊受过伤。战争结束后，他经营一家小企业。1929年，他当选为卢瓦尔省圣沙蒙市长。
1936年当选为下议院议员，1938年当选为参议员，成为独立的激进党成员。1941年比内被任命为维希政权全国委员会成员，被授予弗朗西斯克勋章（Order of the Francisque）。虽然他在维希政府任职，但他帮助犹太人和抵抗运动成员逃离法国到阿尔及尔或瑞士。此举为他在1946年官方委员会承认他没有帮助纳粹和叛国，给予了他自由。
二战后他参与创建一个保守党派全国独立人士与农民中心，并多次出任政府部长。1952年成为总理，他的内阁被视为“传统右派”的回归。
1955年，他是梅西纳会议的参与者之一，会议导致1957年签署《罗马条约》。
1958年5月阿尔及利亚战争引发危机，他支持戴高乐回复权力和法兰西第五共和国宪法的批准。他担任财政部长到1960年。1973年他被乔治·蓬皮杜总统授予“共和国调查官”（"Médiateur de la République"） (监察官)。
1994年12月13日安托万·比内逝世，享年102岁，他是第三个最长寿的国家元首或政府首脑，仅次于柬埔寨首相肖桑科萨和土耳其总统杰拉勒·拜亚尔。

## 比内内阁, 1952年3月8日 –1953年1月8日
- 安托万·比内 – 部长会议主席（总理）兼财政和经济事务部长
- 亨利·克耶 – 部长会议副主席（副总理）
- 罗贝尔·舒曼 – 外交部长
- 勒内·普利文 – 国防部长
- 夏尔·布吕内（Charles Brune） – 内政部长
- 让-马里·卢韦尔（Jean-Marie Louvel） – 商务和能源部长
- 皮埃尔·加雷（Pierre Garet） – 劳工和社会保障部长
- 莱昂·马蒂诺-德普拉（Léon Martinaud-Deplat） – 司法部长
- 皮埃尔-奥利维耶·拉皮（Pierre-Olivier Lapie） – 国家教育部长
- 埃马纽埃尔·唐普勒（Emmanuel Temple） – 退伍军人和战争受害者部长
- 卡米耶·洛朗斯（Camille Laurens） – 农业部长
- 皮埃尔·弗林姆兰 – 法国海外部长
- 安德烈·莫里斯 – 公共工程、运输和旅游部长
- 保罗·里贝尔 – 公共卫生和人口部长
- 欧仁·克洛迪于斯-珀蒂(Eugène Claudius-Petit) – 重建和城镇规划部长
- 罗歇·迪谢（Roger Duchet） – 邮政部长
- 让·勒图尔诺（Jean Letourneau） – 合作伙伴国家关系部长

更换
- 1952年8月11日 – 安德烈·莫里斯接替拉皮埃为国家教育部长.

| 官衔                        | 官衔                               | 官衔                         |
| --------------------------- | ---------------------------------- | ---------------------------- |
| 前任： 莫里斯·布尔热-莫努里 | 公共工程、运输和旅游部长 1950–1952 | 繼任： 安德烈·莫里斯         |
| 前任： 埃德加·富尔          | 法国总理 1952–1953                 | 繼任： 勒内·梅耶             |
| 前任： 罗贝尔·布隆          | 法国财政和经济事务部长 1952–1953   | 繼任： 莫里斯·布尔热-莫努里  |
| 前任： 埃德加·富尔          | 法国外交部长 1955–1956             | 繼任： 克里斯蒂安·皮诺       |
| 前任： 埃德加·富尔          | 法国财政和经济事务部长 1958–1960   | 繼任： 威尔弗里德·鲍姆加特纳 |
| 前任： 爱德华·邦内福        | 临时公共工程、运输和旅游部长 1958  | 繼任： 罗贝尔·布隆           |